# Ranchos Penitas West
Ranchos Penitas West es un lugar designado por el censo ubicado en el condado de Webb en el estado estadounidense de Texas. En el Censo de 2010 tenía una población de 573 habitantes y una densidad poblacional de 106,93 personas por km².

## Geografía
Ranchos Penitas West se encuentra ubicado en las coordenadas 27°40′28″N 99°36′13″O / 27.67444, -99.60361. Según la Oficina del Censo de los Estados Unidos, Ranchos Penitas West tiene una superficie total de 5.36 km², de la cual 5.36 km² corresponden a tierra firme y (0%) 0 km² es agua.

## Demografía
Según el censo de 2010, había 573 personas residiendo en Ranchos Penitas West. La densidad de población era de 106,93 hab./km². De los 573 habitantes, Ranchos Penitas West estaba compuesto por el 63.18% blancos, el 0.35% eran afroamericanos, el 1.22% eran amerindios, el 0% eran asiáticos, el 0% eran isleños del Pacífico, el 33.16% eran de otras razas y el 2.09% pertenecían a dos o más razas. Del total de la población el 98.08% eran hispanos o latinos de cualquier raza.